# Конюхова, Ирина Анатольевна
Ирина Анатольевна Умнова (Конюхова), Умнова-Конюхова (род. 18 ноября 1961, г. Прокопьевск, Кемеровской обл., РСФСР, СССР) —  видный учёный, педагог и общественный деятель, доктор юридических наук, профессор, исследователь проблем конституционного права, международного права, экологического права. Член Союза писателей России.
Основная профессиональная деятельность в настоящее время —  главный научный сотрудник отдела правоведения Института научной информации по общественным наукам Российской академии наук (ИНИОН РАН), главный редактор Информационно-аналитического журнала «Социальные и гуманитарные науки». Серия 4: «Государство и право».
По совместительству:  профессор кафедры конституционного права Российского государственного университета правосудия, профессор кафедры конституционного и административного права Юридического института Севастопольского государственного университета ; профессор кафедры земельного и экологического права Юридического института Российского университета дружбы народов имени Патриса Лумумбы; ведущий научный сотрудник кафедры конституционного и административного права Юридического института Южно-Уральского государственного университета (национальный исследовательский университет).
Общественная деятельность: Президент общественной организации Центр «Право мира». Президент Международного Фонда «Дорога мира».  
Член Союза писателей России. Действительный член Академии литературной документалистики. Заслуженный писатель Московии.
Жена российского путешественника, писателя, художника и священника Федора Конюхова. 
Многодетная мать. Сыновья: Анатолий Векшин, Семен Умнов, Николай Конюхов.
Владеет английским и французским языками.

## Биография

### Научная деятельность
В 1997 году в возрасте 35 лет защитила докторскую диссертацию на тему «Конституционные основы современного российского федерализма» в диссертационном совете Московской государственной юридической академии (МГЮА).
Сферу научных интересов составляют проблемы конституционного права и международного публичного права, правового развития с учётом современных угроз и вызовов цивилизации; защиты человеческого достоинства, достижения справедливости, мира, безопасности и устойчивого развития; судебная защита прав и свобод; совершенствование правовых основ федерализма и местного самоуправления; актуальные проблемы международного экологического права; формирование и развитие правовой футурологии, футурологии публичного права, футурологии конституционного права.
Автор более 400 научных публикаций: из них — 20 монографий, — 16 учебников и учебных пособий.
Автор одного из первых современных курсов лекций для аспирантов по конституционному праву России (первое издание опубликовано в 2003 году, переиздано в расширенном варианте в 2006, 2012 и 2015 годах).
Основатель целого ряда новых научных школ. Наиболее значимые:
— Отрасли права нового поколения: концепция, теория и практика.
С 2009 года И.А. Умновой-Конюховой выдвинута идея формирования отраслей права нового поколения интегрированного типа, которая была последовательно развита в её последующих книгах. Среди отраслей права нового поколения особое внимание уделено праву мира, праву безопасности и праву устойчивого развития. 
—  Право мира как отрасль права нового поколения.
И.А. Умнову-Конюхову можно считать основателем новой научной школы в юриспруденции  — право мира — отрасли права нового поколения, направленной на регулирование и защиту высших ценностей — международного и гражданского мира, безопасности мира и формирования общества согласия между людьми. Она также идеолог формирования новой общественной науки — мирологии, проводящей исследования проблем мира как антипода войн и вооружённых конфликтов, социальных конфликтов и ссор, нарушающих мир и согласие в обществе. Изданием оригинального курса лекций — «Право мира» (М.: ЭКСМО, 2010), а также монографии «Право мира: философское и юридическое измерения» (М.: ИНИОН РАН, 2011) ставится цель заявить о праве мира как об отрасли права нового поколения, требующей особо серьёзного внимания со стороны юридической науки.
— Генерология и футурология права; футурология конституционного права; футурология публичного права.
В 2020–2023 годы публикацией ряда статей и изданием монографий «Конституционное футуристическое право и конституционная футурология в XXI столетии» (М.: РУСАЙНС, 2021.);  Генерология и футурология права: тенденции и прогноз развития (М.: ИНИОН РАН,2023) И.А.Умнова-Конюхова открыла новую и уникальную в мире научную школу генерологии и футурологии права, футурологии конституционного права, футурологии публичного права.
И.А. Умнова-Конюхова является главным редактором ИАЖ «Социальные и гуманитарные науки. Отечественная и зарубежная литература. Сер. «Государство и право»  и входит в редакционную коллегию 11 журналов ВАК и одного RSCI: Российское правосудие; Пробелы в российском законодательстве; Лоббирование в законодательстве; Образование и право; Проблемы экономики и юридической практики; Право и управление; Контуры глобальных трансформаций: политика, экономика, право; Научное обозрение. Серия 1. Экономика и право, Юридическая наука и практика.

#### Некоторые зарубежные выступления и командировки
- в 1997 году выступала с публичными лекциями перед сенаторами Конгресса США и учёными в Вашингтоне, в Университете штата Мериленд и в Центре федерализма (штат Пенсильвания, США).
- в 1999–2000 годах изучала опыт швейцарского федерализма, работая в качестве профессора Фрибургского университета (Швейцария).
- в 2001 году стажировалась в Университете Сорбонна и в судебных органах Франции (Париж, Роан).
- в 2006–2007 годах исследовала систему государственной власти стран англосаксонской правовой семьи (Канада, Великобритания) и романо-германской правовой семьи (на примере Франции).
- С 2012 по настоящее время осуществляет широкое сотрудничество с Ассоциацией юристов Вьетнама.
- В 2015 году она дважды прошла стажировку в Высшей национальной школе магистратуры (Париж, Франция): с 13 по 17 апреля 2015 года — тема: «Юрисдикция судов по противодействию терроризму»; с 15 по 19 июня 2015 года — тема: «Киберпреступность».

#### Наиболее значимые работы
- «Конституционные основы современного российского федерализма» (издательство «Дело», 1998 год (1-е издание), 2000 год (2-е издание)).
- «Федерализм и конституционное правосудие в России». Монография. (ИНИОН РАН,1999 год).
- «The New Federalism for Russia: Constitutional Foundations and Realities (Legal Comparative Analysis of Russia and Switzerland)» (University of Fribourg, CCIF, 2000).
- «Современный российский федерализм и мировой опыт: итоги становления и перспективы развития». Монография. (М., 2004).
- «Международное и конституционное право: теория и практика взаимодействия». Монография. (М.: «Формула права», 2006).
- «Доктринальный научно-практический (постатейный) комментарий к главе 2 Конституции РФ».- В книге Конституция Российской Федерации. Научно-практический комментарий (постатейный). (М.: ЮД «Юстицинформ», 2007).
- «Доктринальный научно-практический (постатейный) комментарий к главе 2 Конституции РФ».- В книге Конституция Российской Федерации". Научно-практический комментарий (постатейный). (М.: "Деловой двор", 2009).
- «Право мира». Курс лекций (М.: ЭКСМО, 2010).
- «Право мира: философское и юридическое измерения». Монография. (М.: ИНИОН РАН, 2011).
- «Конституционное право в развитии: диалектика общего и частного». Монография. (Москва — Германия, Изд-во Ламберт, 2015).
- «Конституционно-правовой статус личности в Российской Федерации». Учебное пособие. (М.: Юрайт, 2016).
- «Конституционное право и международное публичное право: диалектика эволюции взаимодействия». Монография. (М.: РГУП, 2016).
- "Общие принципы права в конституционном праве и международном праве: Актуальные вопросы теории и судебной практики. Монография. (М.: РГУП, 2019).
- Национальное правосудие и международное правосудие: теория и практика взаимодействия в публично-правовых отношениях (принципы государственности и прав человека). (М.: РГУП, 2020).
- Экологическое право в XXI веке: актуальные проблемы, вызовы и решения. (М.: РУДН,2021 (совместно с М.А.Вакулой)).
- Конституционное футуристическое право и конституционная футурология в XXI столетии. Монография. (М.: РУСАЙНС, 2021).
- Генерология и футурология права: тенденции и прогноз развития. Монография. (М.: ИНИОН РАН, 2023).
- Тенденции и перспективы конституционного развития Российской Федерации: к 30-летию Конституции РФ. Монография. (Москва: РАН. ИНИОН, 2024).

### Преподавательская деятельность
Более 40 лет — преподаватель конституционного права, международного права, экологического права в вузах. Работу преподавателем начинала в аспирантские годы в Кемеровском государственном университете.
С 2010 года по инициативе И.А. Умновой-Конюховой и под её руководством в РГУП работает Школа молодого учёного.
Руководитель магистерских и аспирантских программ в Российской государственном университете правосудия и в Юридическом институте РУДН имени П. Лумумба.

### Экспертная деятельность
В 1995–1999 гг. — главный консультант в аппарате Совета Федерации Федерального Собрания РФ и Конституционного Суда РФ.
Более тридцати лет участвует в совершенствовании федерального и регионального законодательства, широко сотрудничает с федеральными и региональными органами государственной власти.

#### Наиболее значимые проекты
- Проект Тасис — Бистро "Проект Федерального закона «О принципах федеративных экономических отношений в Российской Федерации» (Комиссия Европейского Союза, Московское отделение Нидерландского Экономического института (НЭИ- Москва), Российская академия правосудия при Верховном Суде и Высшем Арбитражном Суде РФ, 2001–2003 годы);
- Проект «Институциональный, правовой и экономический федерализм в Российской Федерации», организованный в рамках работы Совета Европы и Международной программы «Тасис» (2004–2006 годы).

## Общественная и духовно-просветительская деятельность, путешествия, народная дипломатия
В периоды с 1995 по 1999 годы — Президент всероссийской общественной организации «Союз конституционалистов России».
С мужем Фёдором Конюховым участвовала в двух международных эколого-правовых караванных экспедициях (2002 год — Южный федеральный округ РФ, 2009 год — Монголия), дважды пересекала с ним Атлантический океан (1999 г., 2004 г.).
С 1996 по 1999 годы – Президент общественной организации «Союз конституционалистов России».
С 2008 года — Президент общественной организации "Центр содействия гуманитарному развитию общества «Право Мира» (Центр «Право Мира»).
С декабря 2017 — Президент Международного Фонда «Дорога мира».
Автор концепции «Дорога мира», основатель и руководитель ежегодных международных Форумов и караванных верблюжьих Форумов и экспедиций «Дорога мира».
Оказывает поддержку Свято-Алексеивской Пустыни (Переяславский район, Ярославская область).

## Литературная деятельность
Первую свою повесть написала в 15 лет, которая была опубликована в местной газете. С 1997 года начала активно публиковать художественные произведения. С 2001 года — член Союза писателей России.
В 2006 году за книги «Триста лет и три года жизни», «Дорога без дна — Дар» и «Гребец в океане», написанные совместно с супругом Фёдором Конюховым, награждена литературной премией «Хрустальная Роза Виктора Розова».
Любимый жанр — новеллы. Наиболее известные новеллы — «Корабль в песках» (опубликован в журнале «Юность», 2001 г., присуждена премия имени Бориса Полевого) и «Святой Себастьян» (опубликован в журнале «Слово», 2003 г.).
Среди последних публикаций — философский роман «Трактат о мире» (2011 г.) и роман-притча «Храм в песках» (2011 г.), сборники новелл и рассказов «Там, где мы счастливы» (2010 г.), «И в радости, и в печали» (2014 г.), пьеса «Ноев Ковчег и животные» (2014 г.).
В 2014–2016 годах состоялись премьеры спектаклей по пьесе «Ноев Ковчег и животные» в рамках детских праздников-фестивалей в Ярославской области (Свято-Алексиевская Пустынь), Рязанской (детский праздник «Надежда») и Московской областях (Музейно-выставочный комплекс «Новый Иерусалим», Фестиваль «Дорога мира»).
В 2017 году опубликованы книги: роман-аллегория «Сердце Господа» («Изд. дом Академии имени Н. Е. Жуковского»); «Моя жизнь с путешественником» (Издательство «Никея»).
В 2018 году опубликован роман-притча «Сад Добродетель» («Изд. дом Академии имени Н. Е. Жуковского»).
В 2019 году опубликованы сборник новелл, рассказов и дневниковых записей «Ключ к замыслу Создателя» и собрание дневниковых записей «На кончике верблюжьего волоса» («Изд. дом Академии имени Н. Е. Жуковского»).

## Семья
Отец — Умнов Анатолий Емельянович (1932—1993) — генерал-полковник, доктор технических наук, начальник ВГСЧ Сибири и Дальнего Востока. В последние десять лет возглавлял Главное управление спасательных частей в Министерстве чёрной металлургии СССР. Всемирно известный изобретатель (запатентовано более 300 изобретений, треть из них были запатентованы и внедрены за рубежом). За организацию и проведение спасательных работ, в том числе за руководство спасательными работами в Спитаке (Армения), а также за весомый вклад в охрану труда и безопасности шахтеров был награждён высшими наградами СССР — орденами Трудового Красного Знамени, Ленина и Знак Почета. Вёл такую важную для будущих горняков науку — охрану труда и технику безопасности. Автор многочисленных учебников, монографий и научных статей по охране труда для вузов и техникумов.
Мать — Умнова Зоя Ивановна (1936 г. р.) — учительница физики и математики, заслуженный учитель, народная целительница.
Брат — Умнов Виталий Анатольевич (1966 г. р.) — доктор экономических наук,  профессор Базовой кафедры Торгово-промышленной палаты РФ «Управление человеческими ресурсами Российского экономического Университета им. Плеханова.
Муж — священник, протоиерей Православной церкви Фёдор Конюхов, всемирно известный путешественник, художник.
Дети: 
- От брака до Конюхова
  - Анатолий Андреевич Векшин (1983 г. р.) — заместитель Губернатора Челябинской области, Первый заместитель Секретаря Челябинского регионального отделения партии «Единая Россия», Член Президиума РПС, кандидат юридических наук.
  - Семен Андреевич Умнов (1989 г. р.) — выпускник православной гимназии Свято-Алексиевской Пустыни, музыкальный психолог, композитор и педагог.
- От брака с Конюховым
  - Николай Фёдорович Конюхов (2005 г. р.)[5] — выпускник православной гимназии Свято-Алексиевской Пустыни (2016 г), Московского Суворовского  военного училища (2021 г.), Средней школы № 1357 города Москвы (2023 г.),  ныне — студент Российского Государственного Университета нефти и газа (НИУ) им. И. М. Губкина

## Награды и общественное признание
- в 2006 году была награждена Почётной грамотой Совета Федерации за многолетний добросовестный труд, большой вклад в государственное строительство и развитие парламентаризма в Российской Федерации .
- в 2010 году за вклад в развитие правовой системы Кемеровской области (Россия) награждена государственной наградой и знаком высшего отличия области — орденом «Доблесть Кузбасса».
- в 2012 году награждена Почётной грамотой Республики Калмыкия за вклад в гуманитарное и правовое развитие Республики и разработку закона «О степи».
- в 2015 году вручена благодарность Ассоциации юристов Вьетнама за правовую просветительскую деятельность во Вьетнаме.
- в 2016 году вручена благодарность Мурманской областной Думы за экспертную помощь в оценке проекта Федерального закона «О развитии Арктической зоны Российской Федерации».
- в 2016 году награждена высшей государственной наградой Приднестровской Молдавской Республики — орденом Почёта за вклад в развитие дружбы и сотрудничества между Российской Федерацией и Приднестровской Молдавской Республикой, активную общественную деятельность.
- в 2016 году награждена всероссийской премией и медалью имени Фёдора Конюхова (присуждено звание лауреата I степени в номинации «Слово») общественным благотворительным Фондом «Возрождение Тобольска».
- в 2016 году присуждено звание почётного работника высшего профессионального образования Российской Федерации.
- в 2017 году стала победителем Всероссийского конкурса на лучшую научную книгу в номинации «юриспруденция», организованного Фондом развития отечественного образования. Лучшей научной книгой 2016 года признана монография И. Умновой (Конюховой) «Конституционное право и международное публичное право: теория и практика взаимодействия».- М.: РГУП, 2016 г. 672 с.
- в 2017 году награждена Президентом Приднестровской Молдавской Республики медалью «За укрепление международного сотрудничества» за вклад в увековечивание подвига российского миротворца и реализацию авторской идеи возведения в Приднестровской Молдавской Республике "Арки мира «Блаженны миротворцы»".
- в 2017 году избрана действительным членом Академии литературной документалистики. Решение Президиума Академии № 23 от 11.05.2017 года.
- в 2017 году удостоена почётного звания «Заслуженный писатель Московии».
- в 2019 году награждена медалью Ассоциации юристов Вьетнама за вклад в развитие правового сотрудничества юристов России и Вьетнама, за деятельность по укреплению мира и сотрудничества. Медаль вручил Президент Ассоциации юристов Вьетнама Нгуен Ван Куен.
- в 2024 году присуждено почетное звание лауреата Всероссийской правовой премии имени Юрия Хамзатовича Калмыкова (протокол № 101 Заседания Президиума Ассоциации юристов России, от 16 октября 2024 года).
- в 2024 году присуждена региональная премия «Юрист года» в номинации «Юридическая наука» Челябинского регионального отделения Ассоциации юристов России